# Earl of Rochester

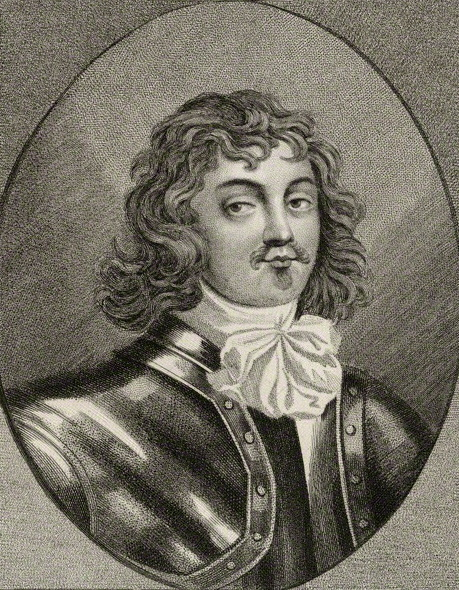
Henry Wilmot, 1. Earl of Rochester

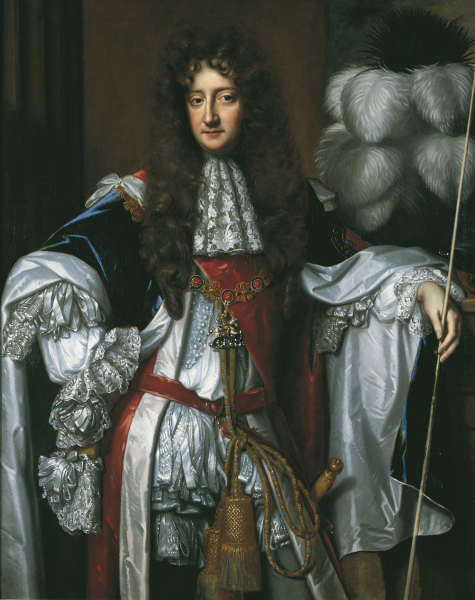
Laurence Hyde, 1. Earl of Rochester

Earl of Rochester war ein erblicher Adelstitel, der zweimal in der Peerage of England verliehen wurde.

## Verleihungen und nachgeordnete Titel
Der Titel wurde erstmals am 13. Dezember 1652 für den Politiker Henry Wilmot, 2. Viscount Wilmot geschaffen. Er war bereits am 29. Juni 1643, ebenfalls in der Peerage of England, zum Baron Wilmot, of Adderbury in the County of Oxford, erhoben worden und hatte 1644 von seinem Vater den Titel Viscount Wilmot, of Athlone, geerbt, der diesem am 4. Januar 1621 in der Peerage of Ireland verliehen worden war. Die Titel erloschen beim Tod seines Enkels, des 3. Earls, am 12. November 1681.
In zweiter Verleihung wurde der Titel am 29. November 1682 dem First Lord of the Treasury Laurence Hyde, 1. Viscount Hyde of Kenilworth, verliehen.
Bereits am 24. April 1681 war er zum Viscount Hyde of Kenilworth, of Kenilworth in the County of Warwick, und Baron Wotton Basset erhoben worden. Dessen Sohn, der 2. Earl, erbte 1723 beim Tod seines Verwandten Edward Hyde, 3. Earl of Clarendon auch dessen Titel als 4. Earl of Clarendon, 4. Viscount Cornbury und 4. Baron Hyde of Hindon. Alle seine Titel erloschen, als er am 10. Dezember 1753 starb, ohne Erben zu hinterlassen.

## Liste der Viscounts Wilmot und Earls of Rochester

### Viscounts Wilmot (1621)
- Charles Wilmot, 1. Viscount Wilmot (1571–1644)
- Henry Wilmot, 2. Viscount Wilmot (1612–1658) (1652 zum Earl of Rochester erhoben)

### Earls of Rochester, erste Verleihung (1652)
- Henry Wilmot, 1. Earl of Rochester (1612–1658)
- John Wilmot, 2. Earl of Rochester (1647–1680)
- Charles Wilmot, 3. Earl of Rochester (1671–1681)

### Earls of Rochester, zweite Verleihung (1682)
- Laurence Hyde, 1. Earl of Rochester (1642–1711)
- Henry Hyde, 4. Earl of Clarendon, 2. Earl of Rochester (1672–1753)